# Господи, почуй молитву мою
«Господи, почуй молитву мою» — російський художній фільм 1992 року Наталії Бондарчук (існує також двосерійний телеваріант під назвою «Просіть і буде вам»). Знятий за мотивами оповідання М. С. Лєскова «Звір» і «Житіям Преподобного Сергія Радонезького». Особливий акцент у фільмі зроблений на релігійності і вірі.

## Сюжет
Фільм показує життя поміщиків в різдвяні свята. У люті морози хлопчик Миколка з матір'ю Олександрою їде до хворого батька на місце служби. По дорозі вони заїжджають в Троїце-Сергієву Лавру, піднімаються на дзвіницю. На питання «яку ж треба силу мати, що б це все задзвонило?», мати йому відповідає: «Так, Миколка, тільки вона не в руках, а в душі!». Після Лаври мати з Миколкою заїжджають до рідної сестри, яка була одружена з князем Олександром Савьоловим. На думку Миколки Савьолов був «злостивий і невблаганний». Там вони разом вечеряють і проводять ніч. Наступного дня мати залишає сина у князя Савьолова дочекатися її повернення, але Миколка неохоче залишається у князя Савьолова. Дітей вчать бути милосердними і добрими, вчать відчувати серцем. Князь Савьолов — противник такого підходу до виховання. Він вважає, що виховувати необхідно суворо, дотримуватися правил і поступати розумно. Сюжетна лінія переплітається з житієм преподобного Сергія Радонезького. Дорослі вчать дітей не боятися в проханнях до Бога, а зі страхом і відвагою просити його, вчать шанувати дорослих, частіше звертатися до Євангелія.

## У ролях
- Наталія Бєлохвостікова —  Катерина, сестра Олександри
- Олександр Дерябін-Савьолов —  князь Савьолов, чоловік Катерини
- Наталія Бондарчук —  Олександра, дружина поміщика
- Іван Мурадханов —  Миколка, син Олександри
- Іван Бурляєв —  Альоша, син князя Савьолова.
- Микола Бурляєв —  кучер Ларрі / священик
- Михайло Тихонов —  юнак Варфоломій
- Ірина Дельська — епізод
- Володимир Протасенко — епізод
- Валерій Крючков — епізод
- Федір Орлов — епізод
- Михайло Чебурашкин — епізод
- Маріс Мартінсон — епізод
- Ірина Штоколова — епізод
- Сеня Мурадханов — епізод
- Олександр Кулямін — епізод
- Олександр Ніколаєв — епізод
- Марія Бурляєва — епізод

## Знімальна група
- Режисер-постановник —  Наталія Бондарчук
- Сценаристи —  Наталія Бондарчук, Євгенія Рудих, Оксана Стрекова
- Оператори-постановники — Маріс Мартінсон, Анатолій Фукс
- Композитор — Володимир Мартинов
- Художник-постановник — Фелікс Ясюкевич
- Редактор — Тамара Хміадашвілі